# Angantaka
Angantaka is een bestuurslaag in het regentschap Badung van de provincie Bali, Indonesië. Angantaka telt 4016 inwoners (volkstelling 2010).